# Hybocodon chilensis
Hybocodon chilensis is een hydroïdpoliep uit de familie Tubulariidae. De poliep komt uit het geslacht Hybocodon. Hybocodon chilensis werd in 1905 voor het eerst wetenschappelijk beschreven door Hartlaub. 